# 克里尼齊亞 (莫納斯特里斯卡區)
49°3′19″N 25°6′27″E / 49.05528°N 25.10750°E
克里尼齊亞（烏克蘭語：Криниця）是位於烏克蘭西部特諾皮爾州裏喬爾特基夫區的村莊，始建於十八世紀，面積3.54平方公里，2001年人口631，人口密度每平方公里178.3人。